# Alexandre Pilati
Pour les articles homonymes, voir Pilati.

a Compétitions nationales et continentales officielles uniquement.

b Matchs officiels uniquement.
Dernière mise à jour le 21 mai 2025.
Alexandre Pilati, né le 24 janvier 1996 à Bordeaux, est un joueur français de rugby à XV qui évolue aux postes d'arrière et d'ailier.

## Biographie
Polyvalent aux postes de trois-quarts, Alexandre Pilati est formé au sein des clubs du Saint-Médard RC et du RC Metz,,. Il rejoint en 2011 le club de l'Union Bordeaux Bègles, tout d'abord sous le maillot des cadets du CA Bordeaux Bègles,.

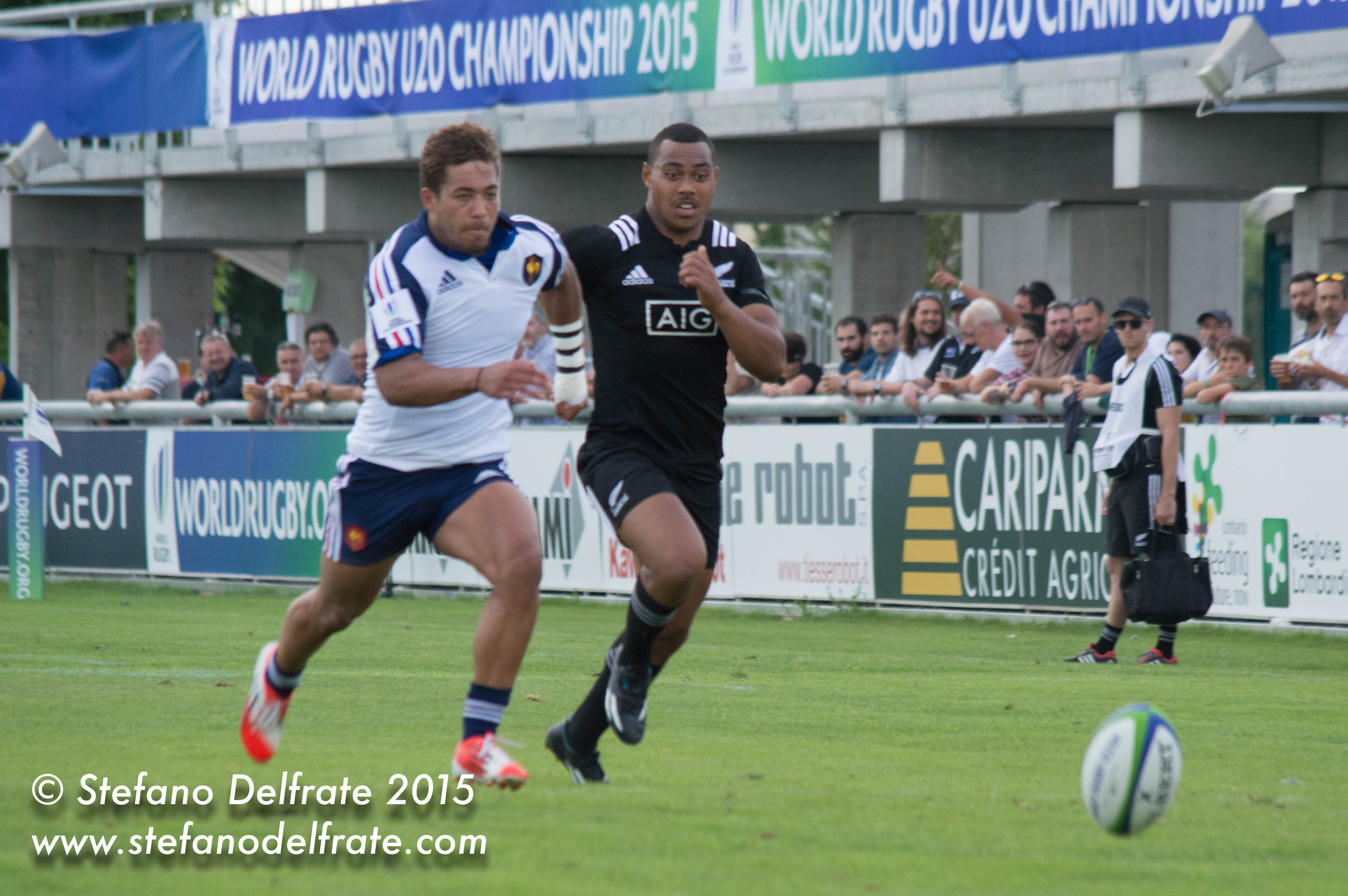
Alexandre Pilati sous le maillot national français en 2015, dans le cadre du championnat du monde junior.

Il porte le maillot national en catégorie des moins de 17 ans en 2013 et des moins de 18 en 2014. Il représente à nouveau la France dans le cadre des épreuves de rugby à sept aux Jeux olympiques de la jeunesse de 2014 ; les Bleus remportent la médaille d'or en finale contre l'Argentine,. Pilati porte également en parallèle le maillot national de l'équipe de France de rugby à XV des moins de 20 ans, disputant le championnat du monde junior en 2015, ainsi que les éditions 2015 et 2016 du Tournoi des Six Nations des moins de 20 ans. En rugby à sept, il joue avec l'équipe de France « développement » en 2015.
Alexandre Pilati et les espoirs de l'UBB remportent au terme de la saison 2015-2016 le championnat de France espoirs, battant l'ASM Clermont Auvergne en finale, départagée lors d'une ultime séance de tirs au but.
Malgré de premiers entraînements avec le groupe professionnel de l'UBB, une blessure au genou lui retire l'opportunité d'être aligné sur une feuille de match. Non conservé après six saisons et recherchant du temps de jeu, il rejoint l'US Dax en Pro D2 à l'intersaison 2017, signant un contrat d'un an, en tant que membre du centre de formation. Il est appelé dans le groupe professionnel dès le mois de septembre, disputant alors ses premières minutes de jeu contre le RC Massy, en tant que titulaire,.
Après la saison 2017-2018, Pilati est appelé en équipe nationale de rugby à sept, dans le cadre de la deuxième étape des Seven's Grand Prix Series disputée à Exeter.
Malgré la relégation de l'US Dax en Fédérale 1 à l'intersaison 2018, son contrat est maintenu jusqu'en 2019, toujours sous la tutelle du centre de formation. En parallèle, il entraîne les cadettes du club. À l'issue de sa première saison en Fédérale 1, il prolonge pour une saison supplémentaire plus une optionnelle. Alors qu'il dispute la saison inaugurale de Nationale en 2020-2021, une entorse de la cheville l'éloigne des terrains pendant plusieurs mois. En convalescence au CERS de Capbreton, Pilati, né d'une mère ivoirienne, est tout de même convoqué pour un stage de la sélection ivoirienne se déroulant au même endroit, en prévision du processus de qualification de la zone Afrique pour la Coupe du monde 2023,. Malgré une année tronquée par la situation sanitaire et sa blessure, il prolonge son contrat pour deux saisons supplémentaires.
À l'intersaison 2021, il porte le maillot du club de rugby à sept du Monaco Rugby Sevens lors de l'étape de Toulouse du Supersevens, au terme de laquelle le groupe monégasque s'impose en finale. En parallèle de sa carrière de joueur en Nationale, il occupe le rôle d'entraîneur principal des arrières de l'équipe féminine cette saison, évoluant alors en Élite 2,.
Pilati est rappelé après la saison 2021-2022 par la sélection ivoirienne afin de disputer la phase finale de la Coupe d'Afrique, faisant office de tournoi qualificatif de la zone Afrique pour la Coupe du monde 2023 ; il participe au premier match contre le Zimbabwe, le 1er juillet 2022, et connaît ainsi sa première cape internationale[réf. souhaitée]. Il joue également les deux autres matchs de la compétition,. Lors de cette Coupe d'Afrique, il évolue au poste inhabituel de demi de mêlée.
En août 2022, il joue de nouveau avec le Monaco Rugby Sevens lors de l'étape de Pau du Supersevens. Les Monégasques s'imposent en finale face à la Section paloise.
En club, il participe à la remontée de l'Union sportive dacquoise en Pro D2 lors de la saison 2022-2023, bien que sa présence prenne fin à l'automne, gravement blessé lors d'une rencontre au tendon d'Achille. Son retour en division professionnelle l'année suivante est perturbée par une blessure, manquant la moitié de la saison et faisant son retour pour la fin du championnat.
À l'intersaison 2024, Pilati est rappelé sous le maillot national ivoirien dans le cadre de la Coupe d'Afrique, ; il est nommé capitaine à cette occasion.
Lors de la saison 2024-2025, il est absent des terrains après une opérations aux adducteurs ; avant le terme de celle-ci, son contrat n'est pas renouvelé. Il fait son retour sur les terrains pour la 29e journée, disputant ainsi une dernière rencontre à Dax.

## Palmarès

### En rugby à XV
- Championnat de France espoirs :
  - Vainqueur : 2016 avec l'Union Bordeaux Bègles.
- Championnat de France de Nationale :
  - Vice-champion : 2023[note 2],[41] avec l'US Dax.

### En rugby à sept
- Jeux olympiques de la jeunesse :
  - Vainqueur : 2014.
- Supersevens :
  - Vainqueur d'étape (2) : Toulouse (2021) et Pau (2022) avec le Monaco Rugby Sevens.

## Statistiques en équipe nationale
| Année               | Compétition                | Matchs | Points | Essais |
| ------------------- | -------------------------- | ------ | ------ | ------ |
| 2022                | Coupe d'Afrique 2021-2022, | 3      | 5      | 1      |
| Total non-exhaustif | Total non-exhaustif        | 3      | 5      | 1      |